# Credo-Zyklus in St. Georg (Ochsenhausen)
Der Credo-Zyklus in St. Georg ist ein um 1784 entstandener zwölfteiliger Freskenzyklus des Malers Johann Joseph Anton Huber im linken und rechten Seitenschiff von St. Georg, der früheren Stiftskirche der ehemaligen Reichsabtei Ochsenhausen in Oberschwaben. Der Freskenzyklus im Stil des Frühklassizismus ist eine der wenigen Darstellungen der Zwölf Glaubensartikel des apostolischen Glaubensbekenntnisses in der christlichen Malerei.

## Darstellungen
Je sechs Fresken der Bildfolge befinden sich in den beiden Seitenschiffen des Langhauses der Kirche, in mehreckigen, kunstvoll von Thomas Schaidhauf stuckierten Kartuschen. Der Zyklus beginnt im nördlichen Seitenschiff beim Rosenkranzaltar und verläuft von Ost nach West. Im südlichen Seitenschiff findet er beim Sebastiansaltar in gleicher Richtung seine Fortsetzung. Huber verfertigte die Fresken nach Vorlagen seines Vorgängers und Lehrers Johann Georg Bergmüller.

### Erschaffung der Welt

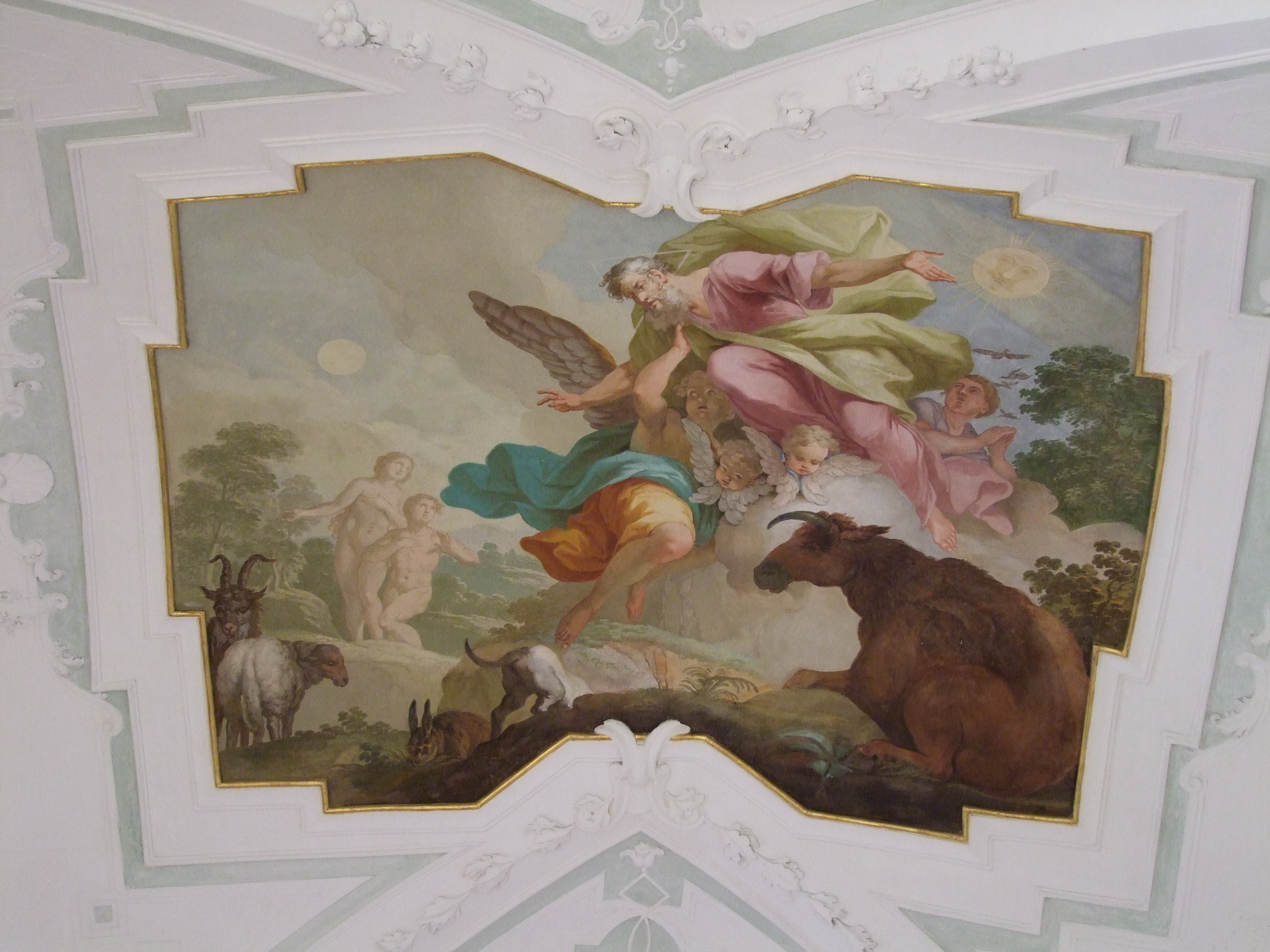
Erschaffung der Welt

1. Artikel: Ich glaube an Gott, den Vater, den Allmächtigen, den Schöpfer des Himmels und der Erde
Das Gemälde stellt Gott, den Schöpfer dar, der mitten im Kosmos auf einer Wolke schwebt, gestützt von zwei geflügelten Putten und einem Engel. Der Paradiesgarten ist schon – entsprechend der biblischen Schöpfungsgeschichte nach der Genesiserzählung – komplett gestaltet: Sonne, Mond und Sterne sind am Firmament fixiert, Paradiesströme fließen, Flora und Fauna sind erschaffen.
Wichtige Vertreter der oberschwäbischen Nutz- und Haustierwelt – Schaf, Ziegenbock und Hund – stehen prominent im Vordergrund der Bildkomposition. Auch ein fressender Feldhase und ein ruhender Stier prägen die Idylle. Vögel bewegen sich am Himmel. Adam steht an der Seite von Eva nackt im Garten Eden.
Himmel und Erde gehen auf den Schöpfer zurück, der über seinen Geschöpfen schwebt.

### Jesus Christus
2. Artikel: Und an Jesus Christus, seinen eingeborenen Sohn, unseren Herrn
Christus erscheint hier erst einmal als der Erhöhte, ikonographisch entsprechend dem Pantokrator gestaltet.

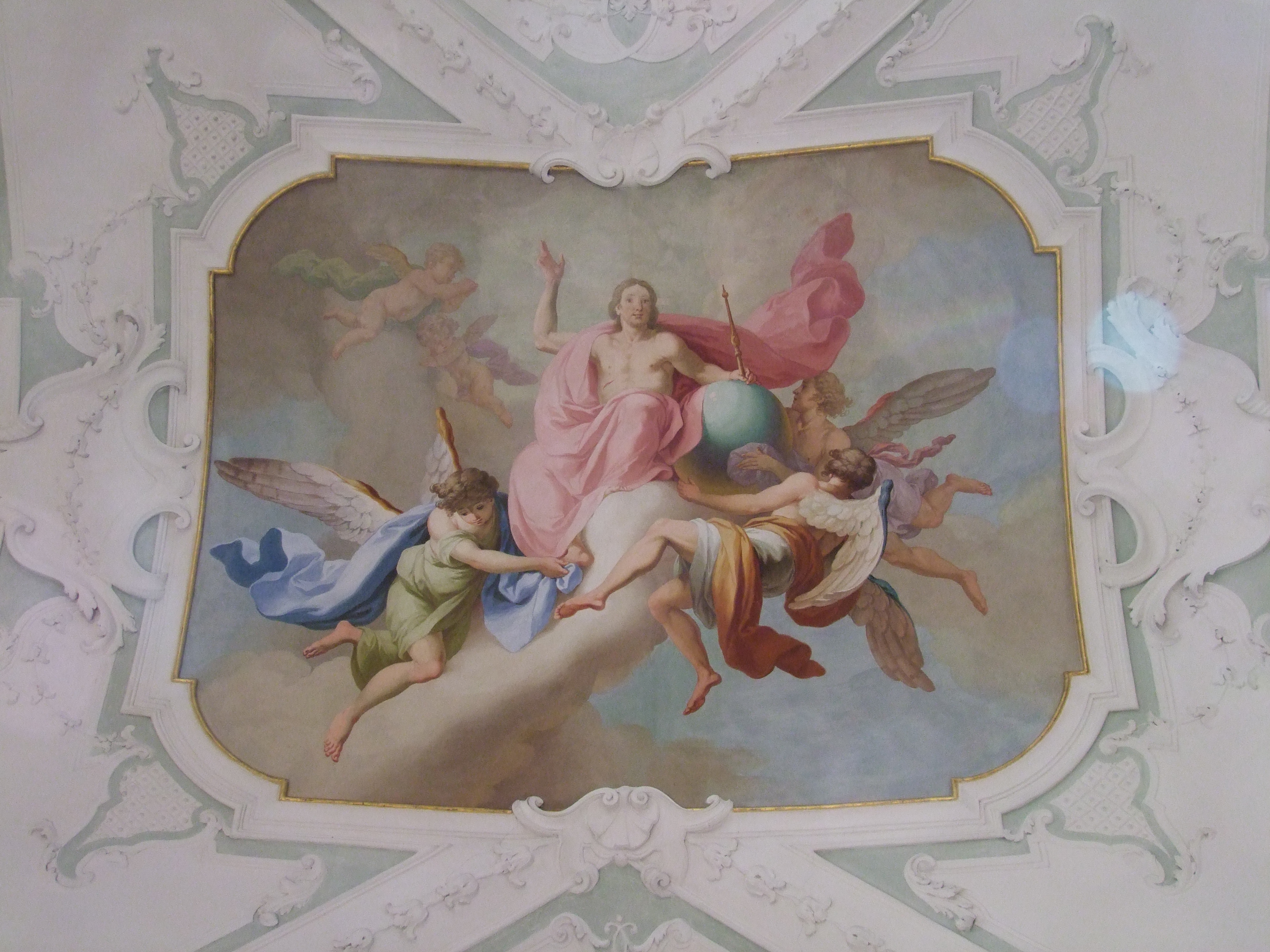
Jesus Christus

Damit ist ein Darstellungstypus gemeint, bei dem Christus oft auf einer Weltkugel sitzt, den Betrachter anschaut, mit der rechten Hand segnet und ein aufgeschlagenes Evangelienbuch in der Hand hält. Hier hat Christus stattdessen ein goldenes Zepter in der Hand!
Der Pantokrator-Typus, der einen langen Weg in der christlichen Kunstgeschichte aufweist, betont vor allem
- die Gottgleichheit Christi (Gott der Sohn als die Zweite Person der Trinität),
- seine Weltherrschaft,
- seine Segensmacht und
- seine Lehrautorität.

Durchgehendes Kennzeichen des auferstandenen und erhöhten Christus ist das weite, großzügige Tuch in purpurroter Farbe, in welches der Unterkörper Christi gewickelt ist und das dessen Körper locker umweht. Das Tuch verleiht der Bildkomposition dabei eine eigene Dynamik und Kraft. Sowohl das folgende Osterbild als auch das weiterführende Trinitatisbild, und noch das Endgerichtsbild, führen dieses Grundmotiv nur leicht modifiziert fort.

### Anbetung der Hirten

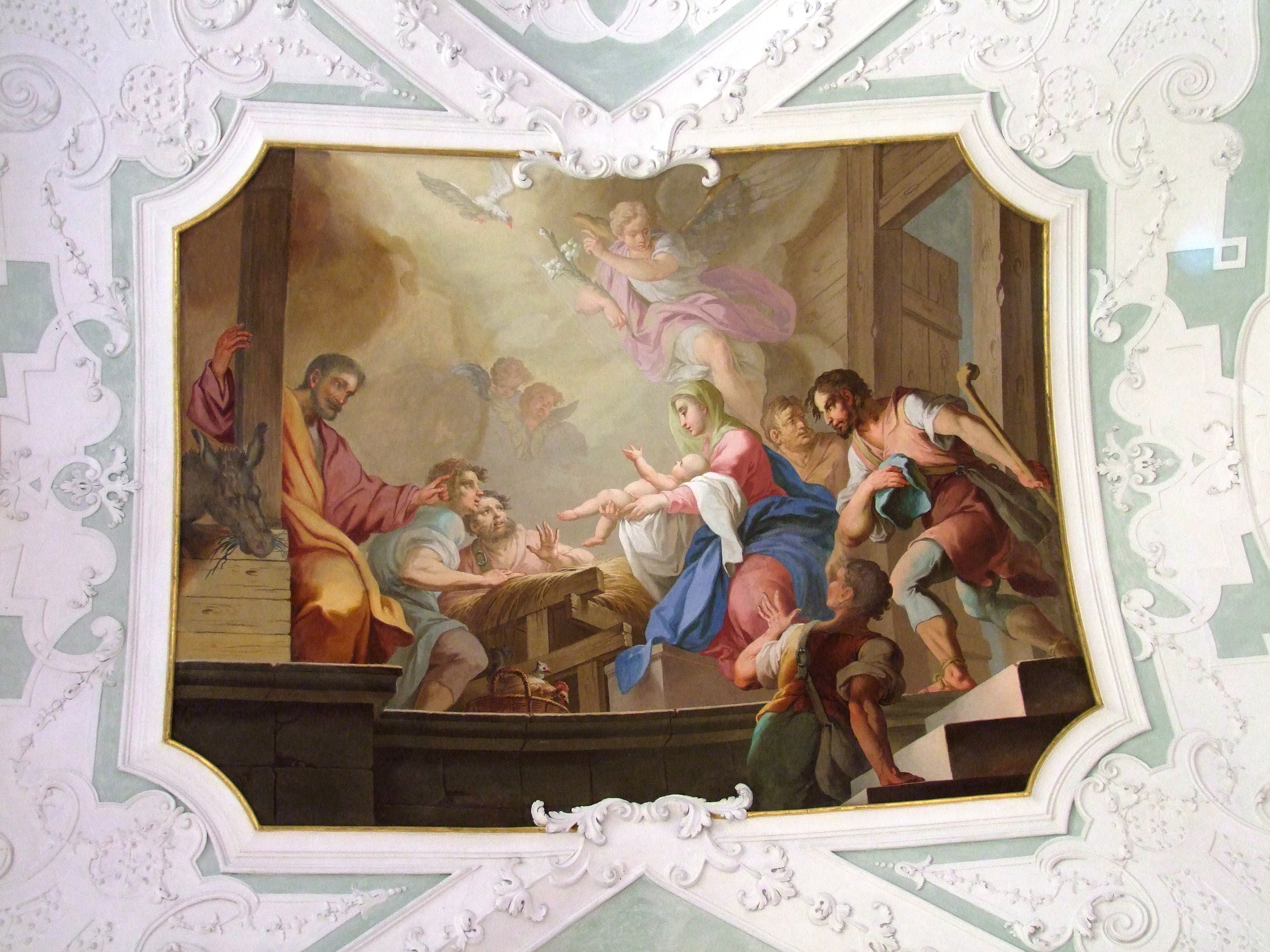
Anbetung der Hirten

3. Artikel: Empfangen durch den Heiligen Geist, geboren von der Jungfrau Maria
Das Weihnachtsbild folgt in seinen Hauptmotiven dem Lukasevangelium. Das göttliche Kind im Stall von Bethlehem wird von Maria gehalten; an der linken Seite Joseph, zu dessen Füßen ein Korb mit Hühnern. Die hölzerne Krippe ist mit Heu ausgelegt. Ein grauer, Heu fressender Esel wird am linken Bildrand sichtbar. „Weder Stall noch ... Esel sind in der Bibel erwähnt, sie werden in Bezug auf den Propheten Jesaja ... mit der Geburt verbunden: ... der Esel erkennt die Krippe seines Herrn.“ (Jesaja 1,3,EU ).
Die Hirten nahen dem Geschehen mit ihren Hütestecken in der Hand und umgehängten Hirtentaschen von rechts durch eine offene Tür; zwei von ihnen, ein bartloser und ein vollbärtiger, knien schon hinter der Krippe. Auch fallen die muskulösen Arme und Waden auf. Soweit sichtbar, tragen die Hirten, im Unterschied zu den meisten anderen Figuren des gesamten Zyklus, eine Culotte, eine Art farbige Kniebundhose, die Ende des 18. Jahrhunderts auch beim einfachen Volk als Bekleidung üblich war.
Der Himmel steht über dem Raum aus Holz offen. Im Hintergrund schwebt über Maria, in zarten Farben gemalt, der Erzengel Gabriel, der in der Rechten eine Lilie hält, mit der Linken auf die Taube des Heiligen Geistes weist, die schräg über ihm schwebt. Das Motiv der Verkündigung des Herrn (lat. Annuntiatio Domini, auch Mariä Verkündigung) kommt hier gleichzeitig zur Darstellung: Empfangen durch den Heiligen Geist.
Die Schar der Engel, die den Hirten die Ankunft des göttlichen Kindes kundgetan hat, ist über dem Geschehen des Stalls sichtbar. Helles Licht fällt von links oben auf die Szene; rechts führt eine Treppe nach unten, auf der ein junger Mann oder eine junge Frau nach oben kommt.
Mit dem Geheimnis der Weihnacht bzw. der Inkarnation beginnt im Bildzyklus das Geschehen der Erlösung.

### Passion und Grablegung Jesu
4. Artikel: Gelitten unter Pontius Pilatus, gekreuzigt, gestorben und begraben

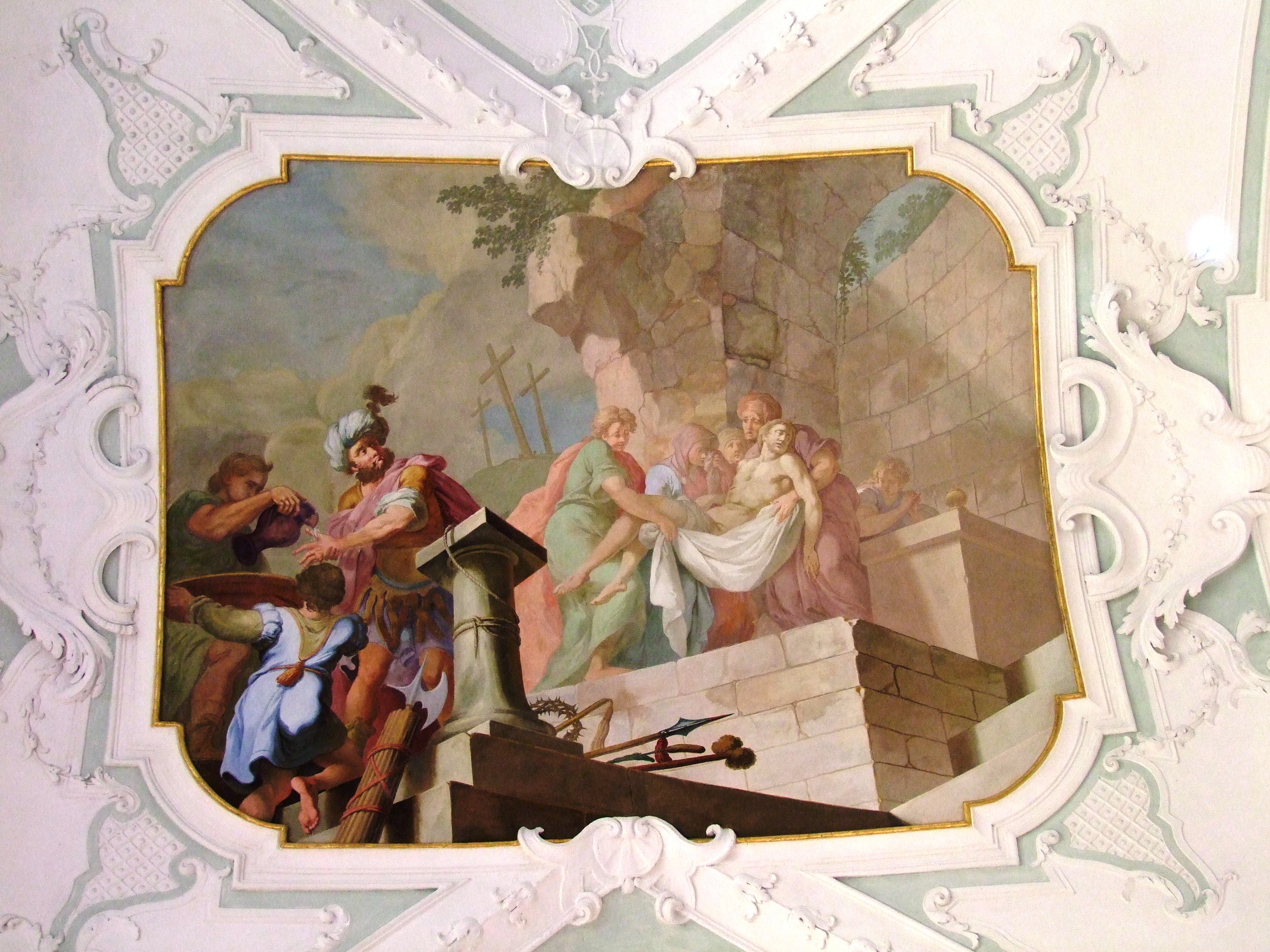
Passion und Grablegung Jesu

In der linken Bildhälfte steht Pontius Pilatus, der Statthalter des römischen Kaisers. Er ist, wie im 18. Jahrhundert nördlich der Alpen durchaus üblich, „als phantasievoll gekleideter Orientale“ dargestellt, mit türkisem Turban. Er steht hinter einer Geißelsäule und lässt sich von einer Frau Wasser über seine Hände gießen. „Das Waschen der Hände ... betont die kirchliche Zuweisung der Schuld am Tod Christi an die Juden“. „Mit der Geißelung begann die physische Zerstörung des Gottessohnes. ... Die Folter leitete die Vollstreckung der Kreuzigung ein“. Allerdings typisch für das Ende des 18. Jahrhunderts: der grausame Vorgang an sich wird nicht mehr dargestellt, sondern nur dezent symbolisch angedeutet.
Rutenbündel und Liktorenbeil, Insignien der römischen Weltmacht, liegen bei der Geißelsäule. Dornenkrone und Lanze sind ebenfalls auf dem Bild zu sehen.
Auf einem rückwärtigen Hügel in der Mitte des Bildes finden sich in einiger Entfernung die drei Kreuze von Golgota. Auf der rechten Seite wickeln dagegen Josef von Arimathäa, Maria, Magdalena und Veronika den geschundenen, toten Leib Christi in ein Grabtuch. Durch die dargestellten Frauengestalten am Grabesrand sind auch alle Merkmale einer sogenannten Beweinung Christi in der insgesamt stark verdichteten und zeitlich gerafften Bildkomposition enthalten.
Darüber hinaus erscheinen auf dieser Bildtafel die typischen Leidenswerkzeuge Christi, die als arma Christi in der Ikonographie der Passion Jesu seit dem Mittelalter eine zentrale Rolle spielen.
Die Stimmung des Zerfalls und die Emotion der Trauer werden in dieser Komposition unterstrichen durch eine römische Ruinenlandschaft, die rechts der Golgotakreuze den Bildhintergrund prägt. Abgebrochene Bögen, zerfallende Säulen und ruinöse Bauwerke verstärken indirekt den Eindruck von Leid und Sterben. Auffallend, und doch zugleich typisch für die Zeit, ist der Verzicht auf die direkte Darstellung eines zugerichteten und sterbenden Christus am Kreuz oder gar die Zumutung eines tot am Kreuz hängenden Christus.

### Auferstehung Jesu

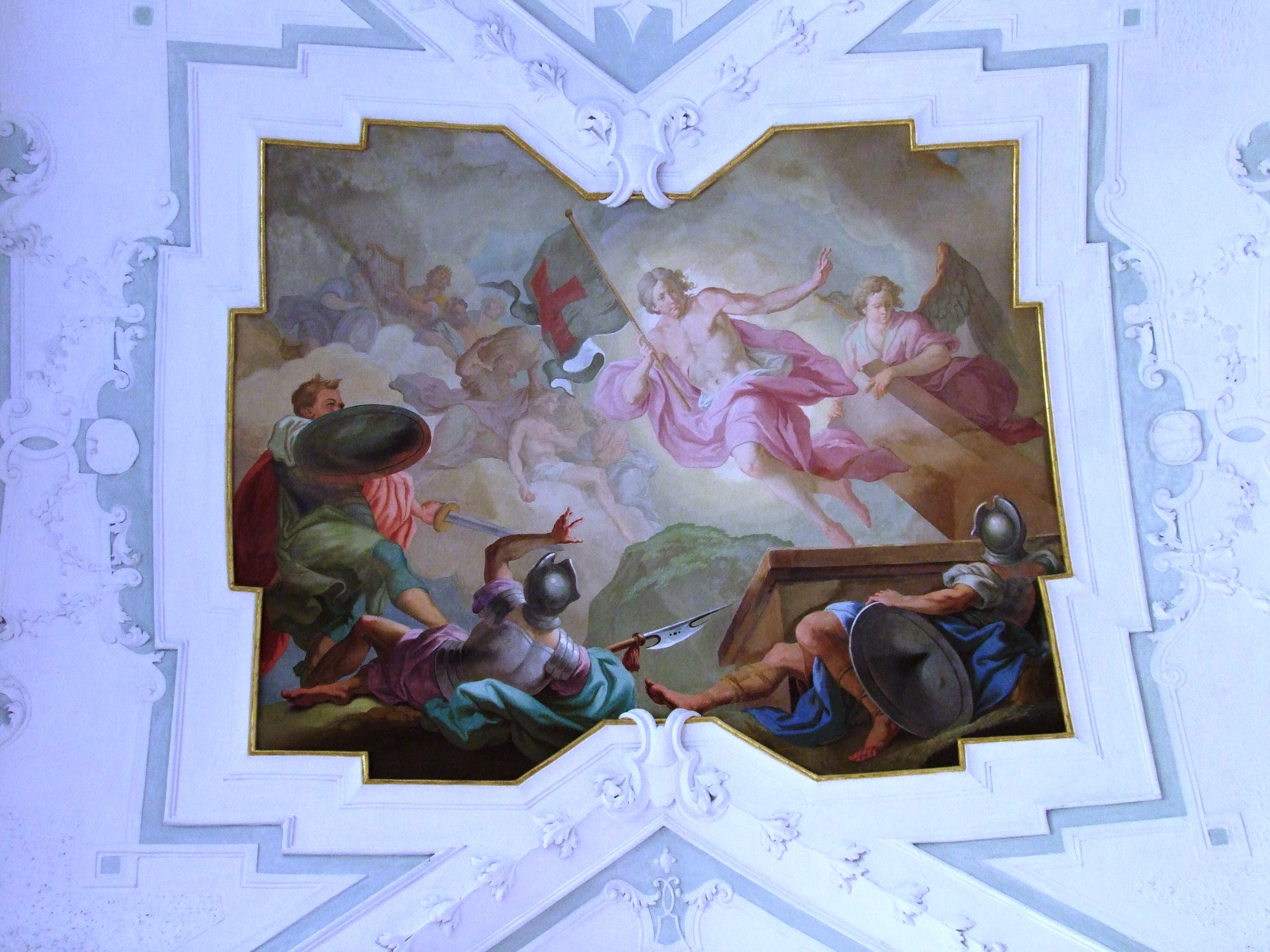
Auferstehung Jesu

5. Artikel: Hinabgestiegen in das Reich des Todes, am dritten Tage auferstanden von den Toten
Jesus ist wieder hinaufgestiegen in das Reich der Lebenden. Um die Lenden weht das rote Tuch, sein Oberkörper bleibt nackt. Er hält triumphierend die Kreuzesfahne des Sieges über den Tod in der Rechten und segnet – unüblich – mit der linken Hand die entsetzten drei römischen Wächter am Grab. Zwei von ihnen tragen einen Helm aus Metall, ebenfalls sind zwei mit einem Rundschild bewehrt. Einer taumelt und hält sich am Schild fest, der andere staunt über den Lichtglanz und ein dritter zieht sein Kampfschwert. Ein Engel hat den Sargdeckel hochgehoben. Christus ist mit zart angedeuteten Wunden an Händen und Füßen dargestellt, an der rechten Brustseite klafft eine Seitenwunde. Damit ist das Motiv des Osterfestes vor Augen.
Auch dem ersten Teil des fünften Artikels wird Rechnung getragen. Der Abstieg Christi in das Reich des Todes, die sogenannte Höllenfahrt Christi (lat. Descensus Christi ad Inferos), wird thematisiert. Er hat zur Befreiung Adams und seiner Nachkommen geführt, die nun, in blassen Farben gemalt, mit Noah, König David und weiteren biblischen Personen parallel zum sich erhebenden Christus in die Höhe steigen. Adam hält einen Apfel als Attribut in der Hand, zu Noah gehört die Arche, zu David die Königskrone und eine Harfe.
Es stellt sich auch ein typologischer Bezug zum Alten Testament ein: Christus, der Davidssohn (Lk 20,41,EU ) vollendet die messianische Vision, die sich mit der Figur des König Davids verbindet und stellt zugleich den neuen Adam (Röm 5,14,EU ) dar, der den Sündenfall Adams rückgängig macht und das Reich Gottes der Menschheit neu erschließt.

### Dreifaltigkeit

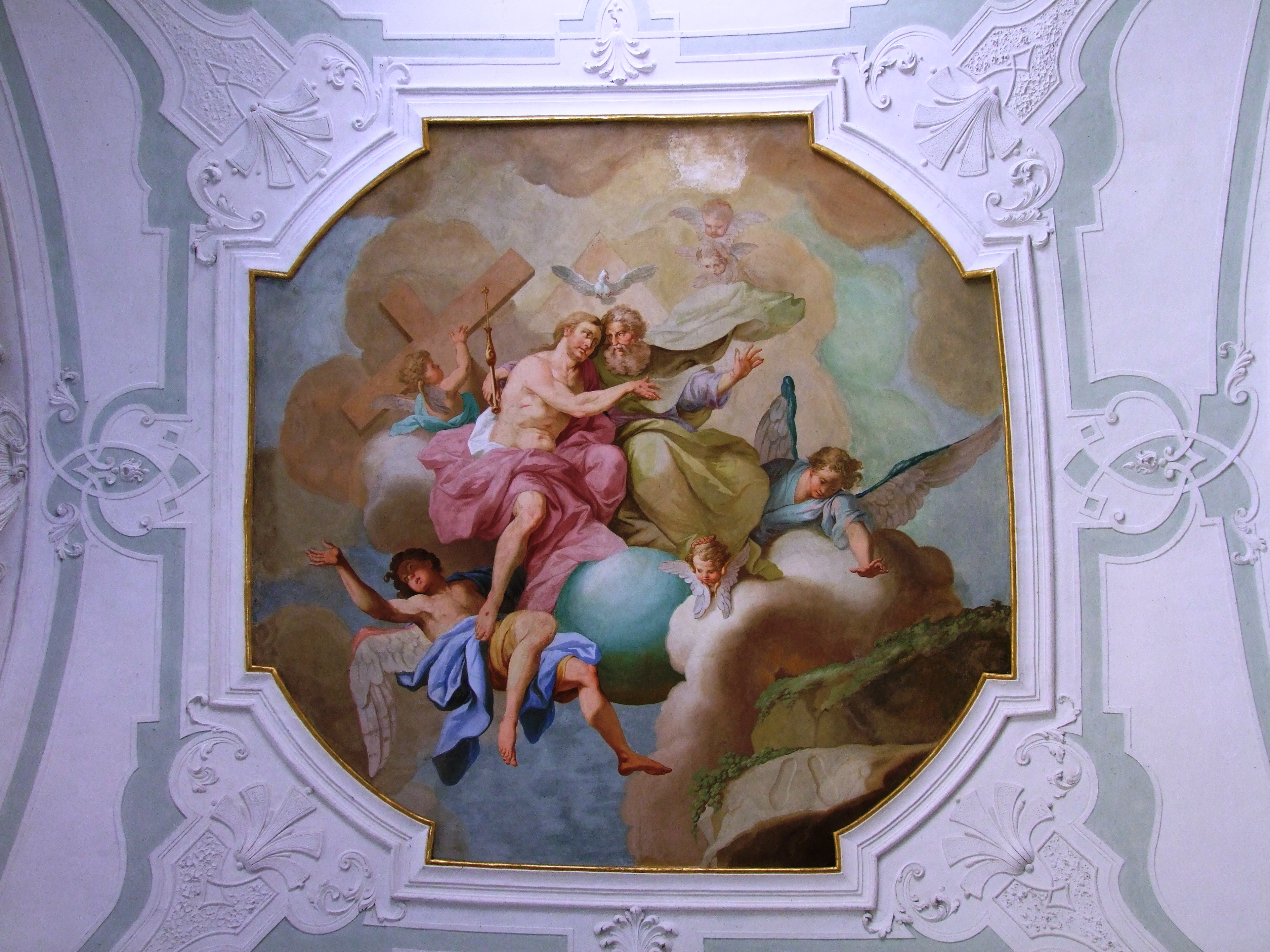
Dreifaltigkeit: Jesus zur Rechten des Vaters

6. Artikel: Aufgefahren in den Himmel; er sitzt zur Rechten Gottes, des allmächtigen Vaters
Der theologische Gedanke der Trinität findet hier eine bildliche Darstellung. Der greise Vater als Schöpfer der Welt, mit goldenem Zepter in der Rechten und der jugendlich dargestellte Sohn, „sitzend zur Rechten des Vaters“, sitzen auf Augenhöhe brüderlich vereint nebeneinander.
Christus, der Gottessohn, lehnt sich an die Wange des Vaters. Gott, der Vater, ist grün gewandet. In dazu passender Komplementärfarbe erscheint Christus: der üppig fallende rote Mantel des Sohnes bedeckt den blauen Erdkreis. Christi Brust ist dabei entblößt. Christi Wunde vom Lanzenstich ist gut zu erkennen, ebenso seine Wundmale an Händen und Füßen. Der erhöhte Christus trägt die Signatur des Gekreuzigten.
Es fällt weiter auf, dass das hölzerne Kreuz von Golgota – stark gedreht – auch im himmlischen Reich des Vaters anwesend ist, ja sogar größer dimensioniert als im vorherigen Passionsbild erscheint. Es wird in diesem Kontext zu einem ewigen Zeichen des Heils und der christlichen Erlösung. Eine eigene Dynamik entsteht durch den Querbalken des Kreuzes, der von einer dunklen Wolke hinterlegt ist.
Der Heilige Geist befindet sich hinter den beiden, in erhöhter Position, so dass in der Bildgeometrie ein gleichschenkliges Dreieck entsteht, das auf den Betrachter Harmonie ausstrahlt. Gott Vater, Gottes Sohn und der Heilige Geist bilden zusammen eine geheimnisvolle Einheit. Vier Putten und zwei Engelsfiguren rahmen im Bild das göttliche Ensemble. Das Bild stellt den Inhalt des Dreieinigkeitsfestes dar.
Auch die Himmelfahrt Christi, der Anfang des sechsten Artikels, ist angedeutet. Unten rechts auf dem Bild sieht man, wie so häufig in der jahrhundertealten Bildtradition, die nackten Fußabdrücke Jesu vom Jerusalemer Ölberg, die hier in klassizistischer Reduzierung als sehr dezenter Hinweis ins Bild gesetzt sind, dass Christus nun vierzig Tage nach Ostern den Bereich des Irdischen verlassen hat und fortan einer anderen, jenseitigen Wirklichkeit angehört.
Die abgerundete Harmonie des Bildinhaltes wird zuletzt auch noch durch die äußere Begrenzung des Bildes verstärkt, das – ähnlich dem letzten Bild im Zyklus – von weißen, kreisbogenförmigen Stuckfeldern gerahmt wird.

### Jüngstes Gericht

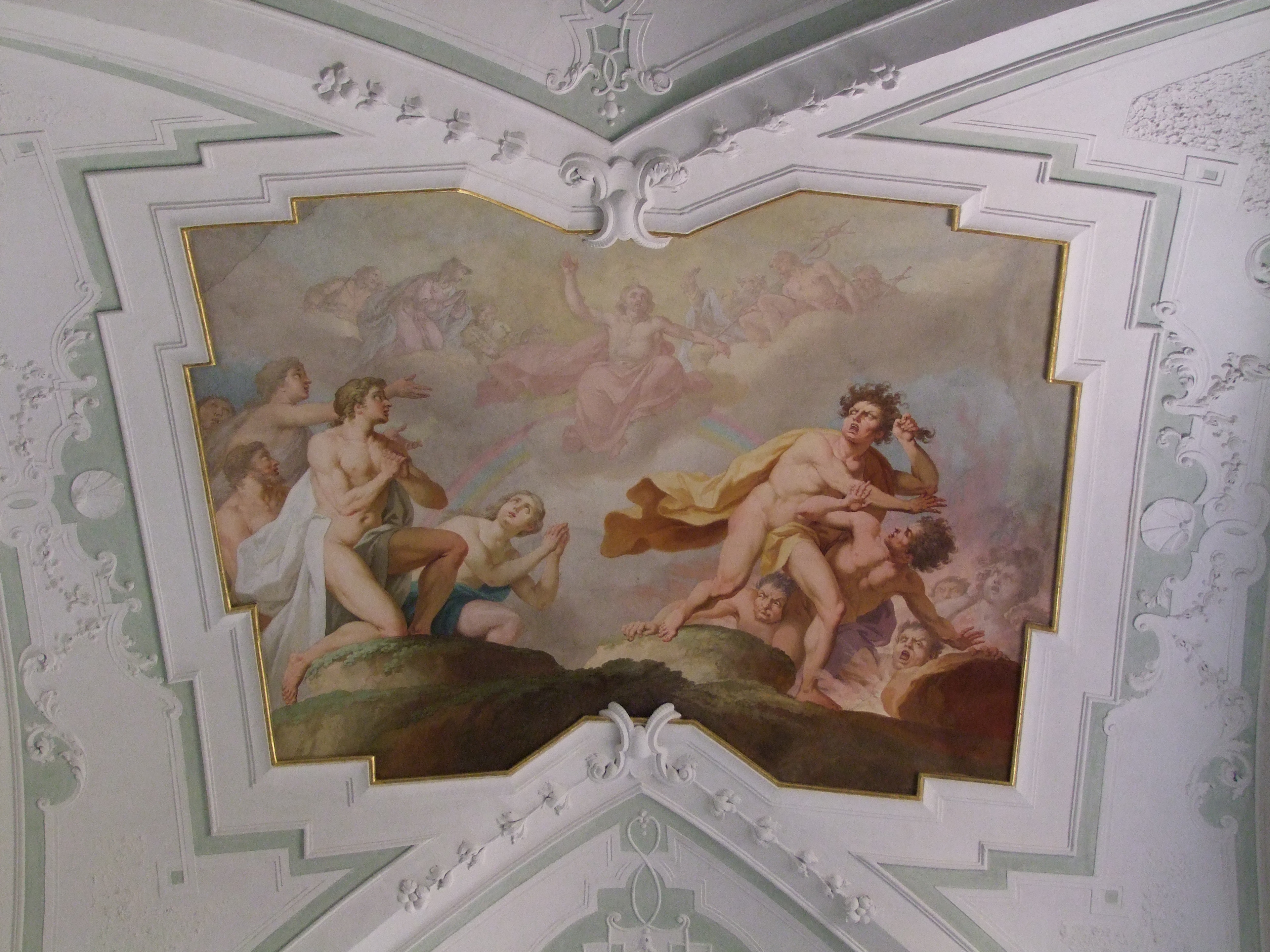
Jüngstes Gericht

7. Artikel: von dort wird er kommen, zu richten die Lebenden und die Toten
Der Zyklus setzt sich im rechten Seitenschiff fort.
Christus, mit entblößtem Oberkörper, sitzt souverän auf einem „Regenbogen, der schon das Zeichen des alten Bundes war. Den alten Bund hatte Jahwe mit Noah geschlossen, Christus besiegelt den neuen Bund, der das ewige Leben wieder zurückbringt“.
Der untere Teil von Christi Körper ist in rotes Tuch gehüllt, das an königliche Purpurfarbe erinnert und das Herrschaftliche der Szene unterstreicht. Bei diesem Bildtyp ist „immer die rechte Hand zum Segensgestus erhoben“.
Begleitet wird er von der Schar der Heiligen. Beisitzer des Gerichts ist unter anderen unübersehbar die Figur des Petrus mit den Himmelsschlüsseln. Traditionsgemäß wird Christus im Hintergrund von Maria und Johannes dem Täufer als Fürbittern flankiert. All dies ist aber „nicht im Text der Bibel begründet“.
Die Geretteten mit hellerem Hautteint, blond und körperlich wohlgestaltet, befinden sich zur Rechten Christi, die Vorderen knien mit gefalteten Händen, einige schauen zum Herrn empor.
Die Verdammten zu seiner Linken, mit dunklerem Hautteint, die im Christusgericht keinen Bestand haben, stolpern in Panik nach rechts davon, mit ausdrucksstarken, angsterfüllten Blicken. Einer schreit und rauft sich die Haare. Weitere Figuren verschwinden im Abgrund hinter Gesteinsbrocken.
Alle Figuren der Gerichtsszene sind auffallend nackt dargestellt, nur das Nötigste ist durch Textilien verhüllt. Dies ist sowohl eine biblische Anspielung auf Hiob 1, 13: „Nacket bin ich von Mutterleibe gekommen, nacket ziehe ich wieder von dannen!“ (Ijob 1,21,EU ), als auch auf Jesu Gleichnis von den (hellen) Schafen und (dunklen) Böcken (Mt 25,32,EU ).

### Aussendung des Heiligen Geistes

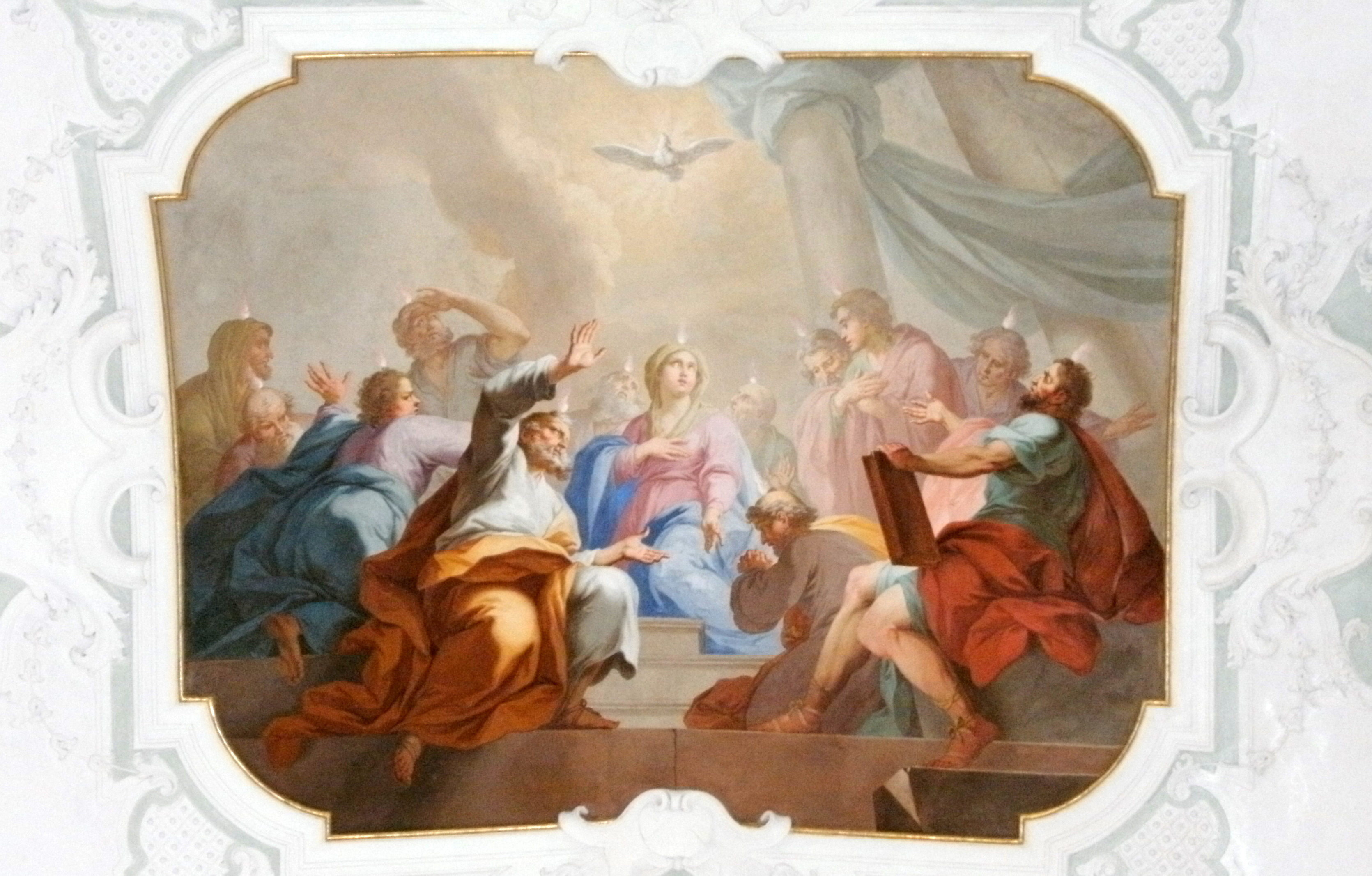
Aussendung des Heiligen Geistes

8. Artikel: Ich glaube an den Heiligen Geist
Mit diesem Abschnitt des Bilderzyklus beginnt der Teil, der die Glaubensinhalte der christlichen Pneumatologie und der Ekklesiologie behandelt. Gleichzeitig wird der Inhalt des Pfingstfestes zur Geltung gebracht.
Der Heilige Geist ist hoch oben in Gestalt einer Taube symbolisiert. Maria als Zentralfigur kniet auf einem Podest, feurige Zungen des Geistes – wie in Apostelgeschichte, Kapitel 2 beschrieben – haben sich auf ihr und den Aposteln niedergelassen.
Die Schar der Apostel ist als Zwölferkreis vollständig anwesend, sechs Jünger finden sich rechts von Maria, weitere sechs sind links. Ihre Aufstellung wirkt – trotz gewisser Symmetrien – ausgesprochen lebendig und locker gefügt: stehend, sitzend, kniend, mit Gesten der Verwunderung und des Gebetes.
Das Brausen und Wehen des Geistes wird bildlich sichtbar gemacht durch wehende Tücher, die an Säulen eines Gebäudes fixiert sind und sich gleichzeitig flatternd bildauswärts bewegen.

### Allegorie der Kirche

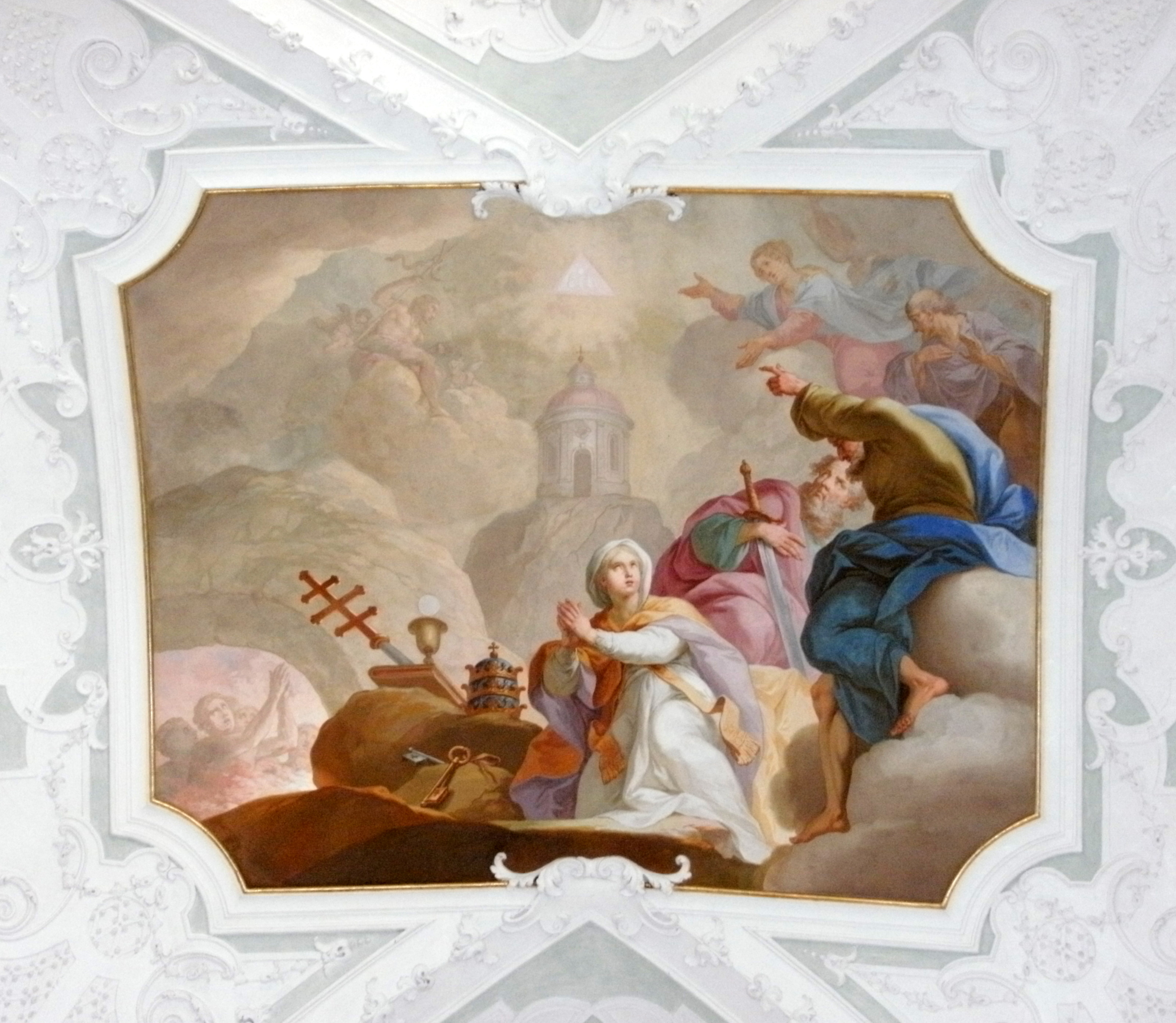
Allegorie der Kirche

9. Artikel: Die heilige katholische Kirche, Gemeinschaft der Heiligen
Dargestellt wird die Kirche in ihren drei unterschiedlichen Bereichen als Leidende, Streitende und Triumphierende Kirche. In der Bildmitte ist eine Frau mit Stola in gelber Farbe als Personifikation der Streitenden Kirche abgebildet. Es ist die Darstellung der Ekklesia, die die Kirche der Lebenden verkörpert und als Frauengestalt in der Kunstgeschichte zum Tragen kommt. Sie ist mit ihren üblichen Attributen versehen: Tiara, Stab mit dreifachem Papstkreuz, Schlüssel Petri. Der Schlüssel ist das zentrale Attribut von Petrus, so dass es sich hier also um einen „Himmelsschlüssel“ handelt, hergeleitet aus dem Bibelzitat „Ich will Dir des Himmelreiches Schlüssel geben“. Zu den Attributen zählen noch ein Buch und ein Kelch mit Hostie, der die Gaben des Sakramentes der Eucharistie versinnbildlicht. Hinter der Mutter Kirche steht auf einem Fels eine Rundkirche, über der das Dreieck der Trinität erstrahlt.
Auf der linken Seite symbolisieren arme Seelen im Fegefeuer die Leidende Kirche, während auf der rechten Seite mit dem Apostel Paulus, der durch sein Schwert identifizierbar ist, die Triumphierende Kirche der Heiligen im Himmel beginnt. Im Hintergrund erkennt man in den Wolken Christus, der von Engeln umgeben ist.

### Gastmahl im Hause des Simon
10. Artikel: Vergebung der Sünden

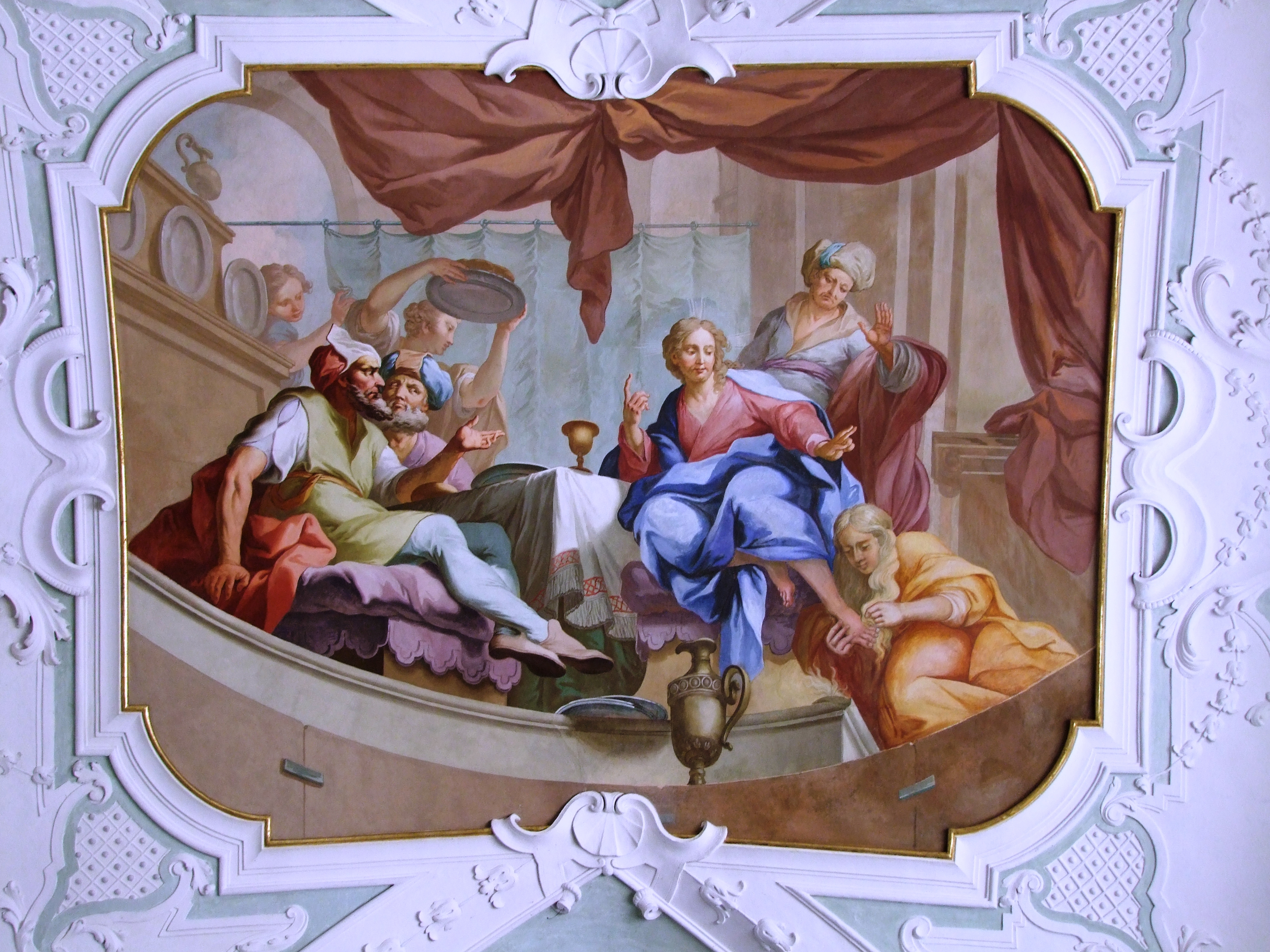
Gastmahl im Hause des Simon

Maria Magdalena mit blondem, wallendem Haar wird dabei gezeigt, wie sie Jesus mit ihrem eigenen Haar die Füße trocknet. Eine große Metallkanne ragt aus dem unteren Bildrand heraus. Das Evangelium nach Lukas schließt ein paar Verse später: Sie hat viel geliebt, darum wird ihr viel nachgelassen werden (Lk 7,47,EU ). „Augustinus identifizierte die im Bibeltext namenlose Sünderin als Maria Magdalena, die Christus nahe stand und ihn vor seiner Gefangennahme salbte. ... Christus aber vergab aus eigenem Impuls ihr die Sünde, das erschien den Juden, insbesondere den gesetzestreuen Pharisäern, als Gotteslästerung. Die Aufnahme der Sünder, Rechtlosen und Verachteten trifft im Kern die neue Vergebungslehre Christi“.
Die Szene ist eingebettet in ein Gastmahl, bei dem von Frauen diverse Speisen aufgetragen werden. Weitere Personen sind zwei Pharisäer auf der gegenüberliegenden Tischseite und ein weiterer hinter Jesus.
Die Perspektive des Gemäldes ist auffallend untersichtig.

### Auferstehung der Toten
11. Artikel: Auferstehung der Toten

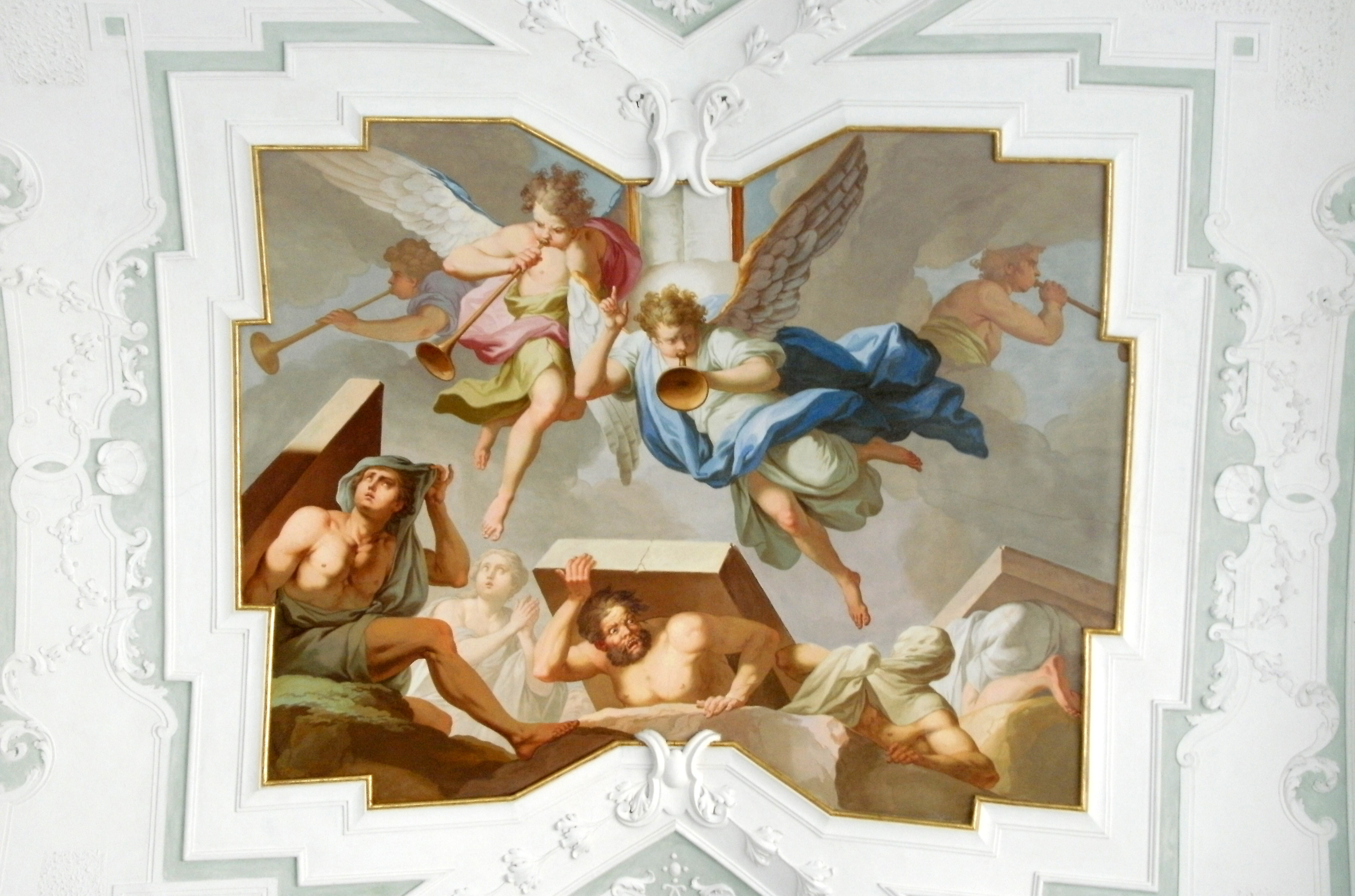
Auferstehung der Toten

Vier Engel mit einer römischen Tuba, einem ungebogenen Blechblasinstrument, bespielen die vier Himmelsrichtungen und bewirken das allgemeine Wecken der Toten zur Auferstehung der Leiber. Die vier letzten Dinge, die mit Tod und Auferstehung in der christlichen Eschatologie erwartet werden, sind jetzt in Gang gekommen: Die Ruhe und der Schlaf der Toten hat ein Ende.
Die Gräber der Entschlafenen öffnen sich und zum Teil verstört dreinblickende Menschen kriechen aus den gedeckelten, steinernen Grabumfassungen.

### Allegorie des ewigen Lebens
12. Artikel: Und das ewige Leben
Das Gemälde ist eines der auffallendsten und herausragendsten Bilder der Zwölferserie. Es schließt den Zyklus mit dem Gedanken an das ewige Leben ab. Das Gemälde ist eingefasst von einem großen, goldenen Ring. Dieser ist ein Symbol für Unbegrenztheit und Unendlichkeit. Eine an Schultern und Füßen geflügelte Frau hält sich am Ring fest und streckt die Füße in den Raum zum Betrachter. Eine junge Frau, gelb und blau gekleidet, hält eine metallgefasste Lupe in der Hand, durch die der Betrachter hinauf und hindurch in himmlische Sphären schaut. Eine weitere junge Frau mit grünem Untergewand und pastellfarbenem Mantel blickt aus dem Ring heraus und spreizt den Finger der linken Hand.
Die drei Figuren, die den Ring halten, sind deutbar als Glaube, Liebe, Hoffnung, als personifizierte christliche Tugenden. Die früheste Erwähnung findet sich in 1 Thess 1,3,EU , die bekannteste allerdings im 1. Korintherbrief: „Für jetzt bleiben Glaube, Hoffnung, Liebe, diese drei; doch am größten unter ihnen ist die Liebe!“ (1 Kor 13,13,EU ).

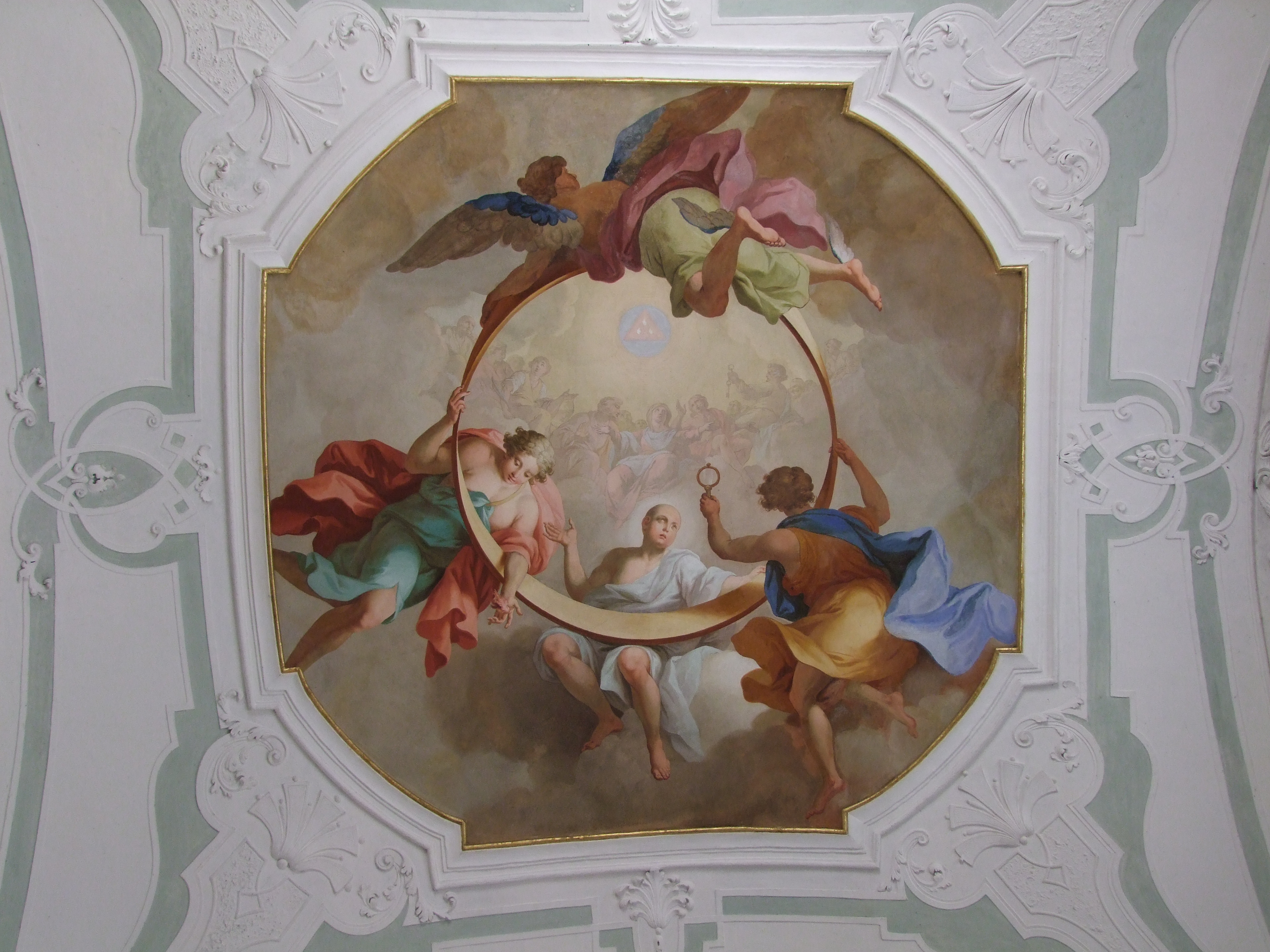
Allegorie des ewigen Lebens

- Glaube (lat. fides) – rechte Frau: der Glaube kommt zum Schauen; zunächst – im irdischen Leben – undeutlich, „wie durch einen Spiegel“, zuletzt dann aber klar und „von Angesicht zu Angesicht“ (Paulus nach 1. Korinther 13).
- Hoffnung (lat. spes) – Frau Mitte oben: die Hoffnung auf die himmlische Seligkeit wird in der christlichen Ikonographie gerne mit Flügeln dargestellt (hier sogar mit geflügelten Beinen).
- Liebe (lat. caritas) – linke Frau: im roten Übergewand und mit einem flammenden Herz in der geöffneten linken Hand symbolisiert sie die Tugend, die „die Größte“ genannt wird.

Allen drei Tugenden ist nach Paulus gemeinsam, dass sie in Ewigkeit Bestand haben werden.
Maria mit ausgebreiteten Armen und einem Chor von Heiligen ist im Hintergrund zu sehen. Über ihr schwebt das Auge Gottes, von dem Licht, einer Sonne gleich, strahlenförmig ausgeht. Das pastellrosa Dreieck, gefasst in einem hellblauen Kreis und im Weiteren umgeben von einer lichtvollen Gloriole, stellt die heilige Dreifaltigkeit abstrakt dar. Es symbolisiert damit die immerwährende Gegenwart des dreieinigen Gottes; drei Flammen – statt eines Augapfels – unterstreichen den trinitarischen Aspekt des göttlichen Glaubenssymboles.
Die „Wolken des Himmels“, deren Tönung zum Rand hin zum Teil dunkelbraune Färbung annimmt, begrenzen den Ausschnitt. Dahinter steht die biblische Vorstellung, dass Gott über und hinter Wolken thront. Das Prophetenbuch Jesaja kennt die Bitte (Jesaja 63,19,EU ): „Gott, reiß doch den Himmel auf!“ – „Die Vorstellung mag naiv erscheinen: Der verhüllte Gott soll die Wolken beiseite schieben, die ihn verbergen, den Vorhang wegziehen“. Die „unmittelbare Gottesschau und -erkenntnis ist dem Menschen verstellt“. Barocke Deckenbilder „bringen nur eine Ahnung von der himmlischen Harmonie und ‚Lichtwucht‘ Gottes zum Ausdruck“. Die weitaus größere Fläche des Bildes bleibt damit wolkig, nur ein kreisrunder Ausschnitt, nämlich der Blick durch den Ring, eröffnet einen unscharf bleibenden Blick in die so andere Welt hinter der irdischen Welt. Oder mit Paulus: Wir sehen diese andere Welt hier auf Erden nur „wie durch einen trüben Spiegel“ (1 Kor 13,12,EU ).
Der Ring, der den Blick ins himmlische Reich der jenseitigen Welt fasst, ist damit selbst ein Symbol der Ewigkeit.
Die abgerundete Harmonie auch dieses Bildinhaltes wird beim Finale des Zyklus ebenfalls durch den äußersten Rahmen des Bildes verstärkt, der – ähnlich wie beim sechsten Bild im Zyklus, das die göttliche Trinität darstellt – kreisrunde Stuckfelder aufweist. So korrespondiert der innere Goldring beziehungsreich mit dem äußeren weißen Gipsring.